# Welsh Guards

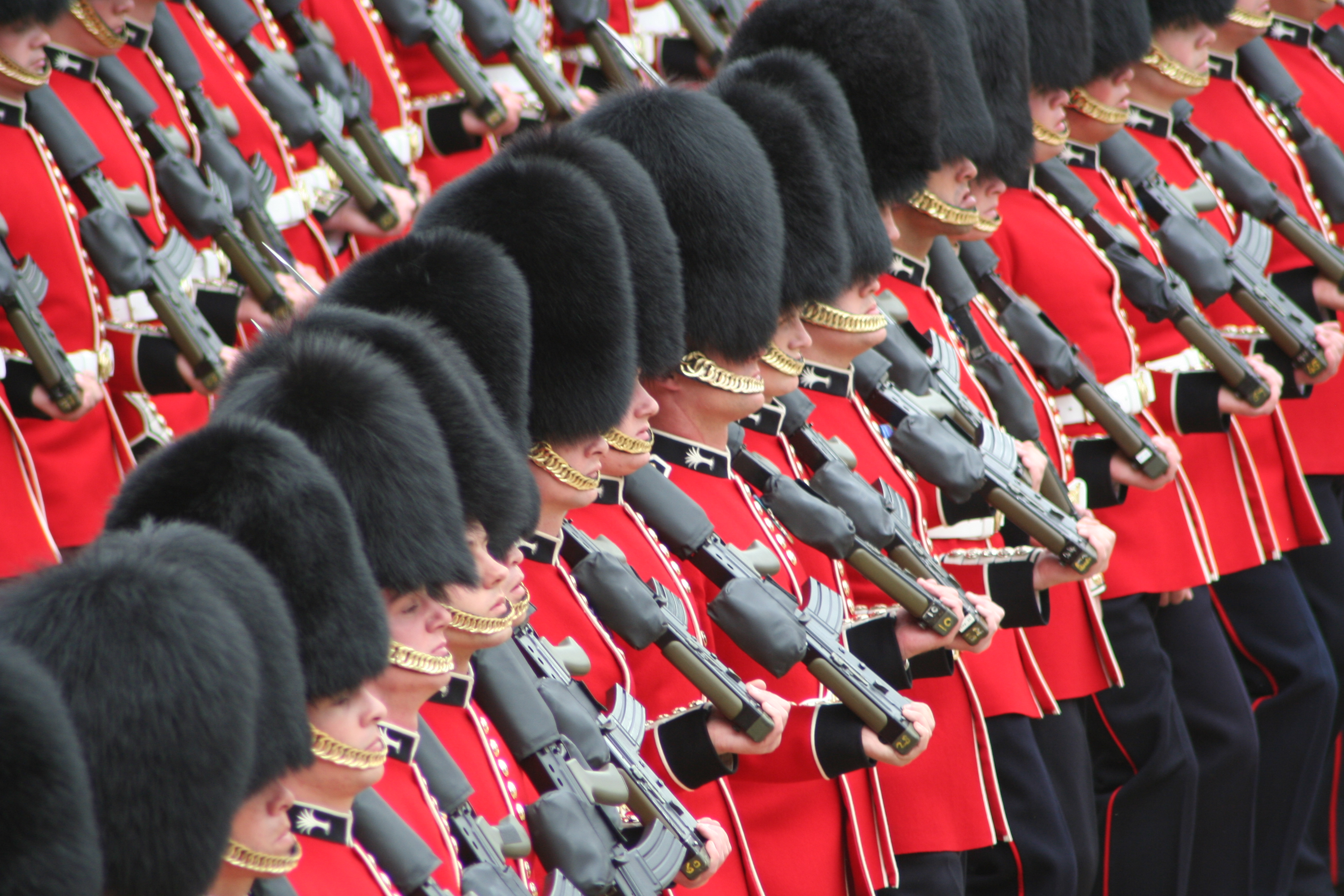
Soldados da Welsh Guards marchando em um desfile em 2007.

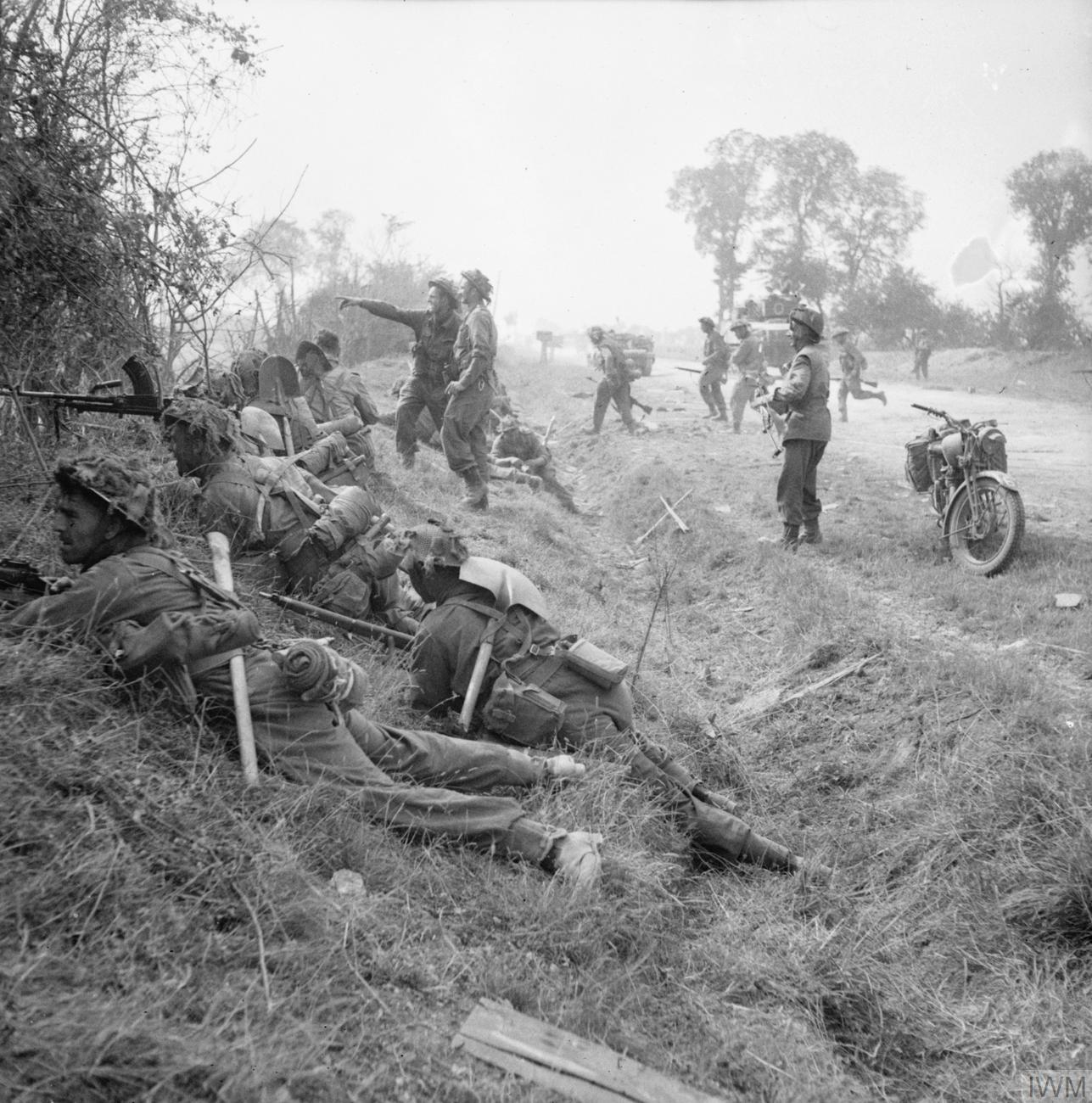
As Welsh Guards em ação (Cagny, 1944).

As Welsh Guards são tropas de infantaria de elite do Exército britânico, integrantes da Household Division.
São as de criação mais recente, em 1915, quando da expansão do exército britânico durante a Primeira Guerra Mundial, quando quase todas as regiões do Império foram forçadas a fornecer regimentos próprios.
O coronel atual das Welsh Guards é o príncipe Carlos.